# Colletes gessi
Colletes gessi är en biart som beskrevs av Kuhlmann 2007. Colletes gessi ingår i släktet sidenbin, och familjen korttungebin. Inga underarter finns listade i Catalogue of Life.